# Bouteville
Bouteville es una comuna francesa situada en el departamento de Charente, en la región de Nueva Aquitania.

## Demografía
| 449 | 459 | 428 | 388 | 398 | 343 | 325 |
| Para los censos de 1962 a 1999 la población legal corresponde a la población sin duplicidades (Fuente: INSEE [Consultar]) |     |     |     |     |     |     |